# Dzierzbiętów Mały
Dzierzbiętów Mały [d͡ʑɛʐˈbjɛntuf ˈmawɨ] es un pueblo ubicado en el distrito administrativo de Gmina Łęczyca, dentro del condado de Łęczyca, Voivodato de Łódź, en el centro de Polonia. Se encuentra a unos 3 kilómetros al sureste de Łęczyca y a 33 kilómetros al noroeste de la capital regional Łódź.